# Kościół św. Ruperta w Ratyzbonie

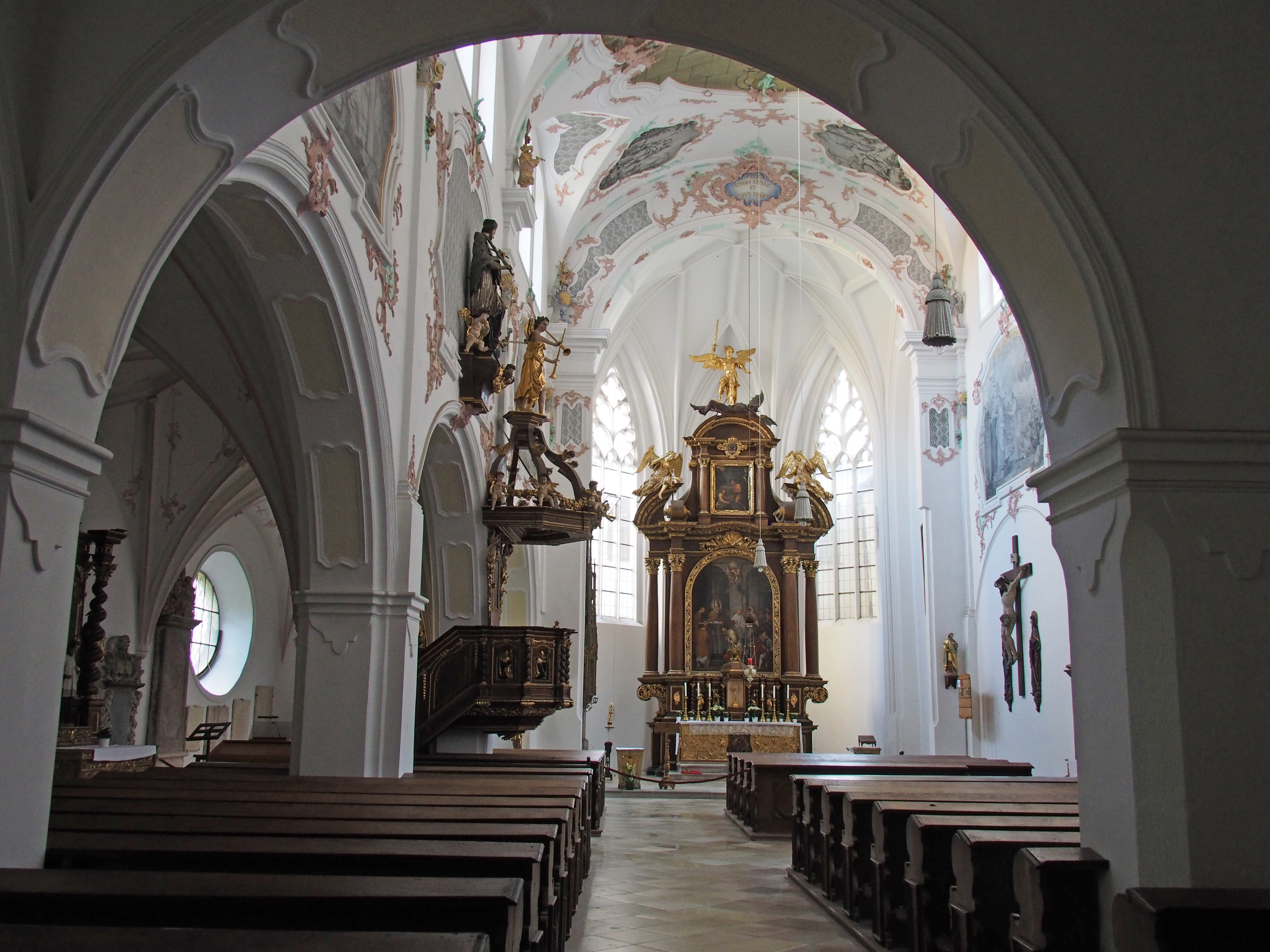
Wnętrze kościoła

Kościół św. Ruperta – kościół przy dawnym benedyktyńskim klasztorze św. Emmerama w Ratyzbonie w Niemczech, zbudowany w XI w., niegdyś pełniący funkcje parafialne.

## Historia
Kościół św. Ruperta przylega do północnej nawy kościoła św. Emmerama, stanowiącego dawny kościół klasztoru św. Emmerama. Zbudowano go w drugiej połowie XI w., w stylu wczesnogotyckim. Malowidła ścienne i sufitowe ok. 1750 wykonał Otto Gebhard. Po sekularyzacji klasztoru w 1810 rolę kościoła parafialnego przejął dawny główny kościół klasztorny św. Emmerama.